# Tour of Antalya 2020
Die 3. Ausgabe der Tour of Antalya fand vom 20. bis 23. Februar 2020 statt. Es war Teil der UCI Europe Tour 2020 in Kategorie 2.1. Sieger des Rennens wurde Max Stedman.

## Teilnehmende Mannschaften
| WorldTeam- Israel Start-Up Nation ProTeams (5)- Alpecin-Fenix - Sport Vlaanderen-Baloise - Bingoal-Wallonie Bruxelles - Bardiani CSF Faizanè - Vini Zabù-KTM Continental Teams (21)- Bike Aid - Felbermayr Simplon Wels - Tirol KTM Cycling Team - Bahrain Cycling Academy - Minsk Cycling Club - Tarteletto-Isorex - BHS-PL Beton Bornholm - Sidi Ali Pro Cycling Team - À Bloc CT - Canyon DHB p/b Bloor Homes - Kometa-Xstra - Akros-Excelsior-Thömus - Cambodia Cycling Academy - Vino-Astana Motors - Leopard - Sapura - Mazowsze Serce Polski - Giotti Victoria-Palomar - Adria Mobil - Spor Toto Cycling Team - Salcano Sakarya BB Team Nationalmannschaften (2)- Russland - Ukraine |
| |

## Etappenliste
Die Tour of Antalya 2020 wurde in vier Etappen ausgetragen.
| Etappe    | Datum    | Etappenorte          | type                 | Länge (km) | Etappensieger    | Gesamtführender  |
| --------- | -------- | -------------------- | -------------------- | ---------- | ---------------- | ---------------- |
| 1. Etappe | 20. Feb. | Antalya – Antalya    | Mittelschwere Etappe | 149,2      | Mihkel Räim      | Mihkel Räim      |
| 2. Etappe | 21. Feb. | Kemer – Antalya      | Hügelige Etappe      | 165,3      | Giovanni Lonardi | Giovanni Lonardi |
| 3. Etappe | 22. Feb. | Aspendos – Termessos | Hochgebirgsetappe    | 101,6      | Riccardo Zoidl   | Max Stedman      |
| 4. Etappe | 23. Feb. | Side – Antalya       | Flachetappe          | 136,8      | Tim Merlier      | Max Stedman      |

## Gesamtwertung
| \| Gesamtwertung \| Gesamtwertung \| Gesamtwertung \| Gesamtwertung \| Gesamtwertung \| \| Fahrer \| Fahrer \| Land \| Team \| Zeit \| \| ------------- \| -------------------- \| ---------------------- \| ------------------------ \| ---------------- \| \| 1. \| Max Stedman \| Vereinigtes Königreich \| Canyon DHB p/b Soreen \| 13 h 07 min 01 s \| \| 2. \| Kenneth Van Rooy \| Belgien \| Sport Vlaanderen-Baloise \| + 1 s \| \| 3. \| Alessandro Fancellu \| Italien \| Kometa-Xstra \| + 4 s \| \| 4. \| Gianni Vermeersch \| Belgien \| Alpecin-Fenix \| + 4 s \| \| 5. \| Ben Tulett \| Vereinigtes Königreich \| Alpecin-Fenix \| + 8 s \| \| 6. \| Mads Rahbek \| Dänemark \| BHS-PL Beton Bornholm \| + 10 s \| \| 7. \| Gabriel Reguero \| Spanien \| Bahrain Cycling Academy \| + 10 s \| \| 8. \| Federico Zurlo \| Italien \| Giotti Victoria \| + 10 s \| \| 9. \| Erik Bergström Frisk \| Schweden \| Bike Aid \| + 10 s \| \| 10. \| Edoardo Zardini \| Italien \| Vini Zabù-KTM \| + 10 s \| |                      |                        |                          |                  |
| |                      |                        |                          |                  |
| Quelle: ProCyclingStats |                      |                        |                          |                  |
| Gesamtwertung |                      |                        |                          |                  |
| Fahrer | Fahrer               | Land                   | Team                     | Zeit             |
| 1. | Max Stedman          | Vereinigtes Königreich | Canyon DHB p/b Soreen    | 13 h 07 min 01 s |
| 2. | Kenneth Van Rooy     | Belgien                | Sport Vlaanderen-Baloise | + 1 s            |
| 3. | Alessandro Fancellu  | Italien                | Kometa-Xstra             | + 4 s            |
| 4. | Gianni Vermeersch    | Belgien                | Alpecin-Fenix            | + 4 s            |
| 5. | Ben Tulett           | Vereinigtes Königreich | Alpecin-Fenix            | + 8 s            |
| 6. | Mads Rahbek          | Dänemark               | BHS-PL Beton Bornholm    | + 10 s           |
| 7. | Gabriel Reguero      | Spanien                | Bahrain Cycling Academy  | + 10 s           |
| 8. | Federico Zurlo       | Italien                | Giotti Victoria          | + 10 s           |
| 9. | Erik Bergström Frisk | Schweden               | Bike Aid                 | + 10 s           |
| 10. | Edoardo Zardini      | Italien                | Vini Zabù-KTM            | + 10 s           |